# 加爾金冰原島峰
73°27′S 65°55′W / 73.450°S 65.917°W
加爾金冰原島峰（英語：Galkin Nunatak），是南極洲的冰原島峰，位於帕爾默地，處於科曼山西北面65公里，美國地質調查局根據測量和該國海軍的空中照片繪入地圖，現時由南極條約體系管理。